# Paraxenos luctuosae
Paraxenos luctuosae är en insektsart som först beskrevs av Pierce 1911.  Paraxenos luctuosae ingår i släktet Paraxenos och familjen stekelvridvingar. Inga underarter finns listade i Catalogue of Life.